# Elezione imperiale del 1410

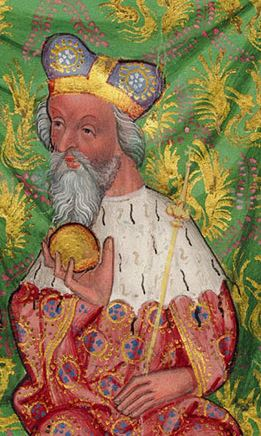
Il re dei romani Jobst di Moravia.

L'elezione imperiale del 1410 si è svolta il 20 settembre e il 1º ottobre 1410.

## Contesto storico
Il re dei Romani, Roberto del Palatinato, era deceduto il 18 maggio 1410. Quattro pretendenti si contendevano la successione: Ludovico III del Palatinato, figlio del defunto re; Venceslao di Lussemburgo, predecessore di Roberto deposto nel 1400; Sigismondo di Lussemburgo, fratellastro di Venceslao e figlio dell'imperatore Carlo IV; Jobst di Moravia, nipote di Carlo IV.

## Principi elettori
| Principe elettore | Principe elettore                  | Titolo elettorale        | Altri titoli        |
| ----------------- | ---------------------------------- | ------------------------ | ------------------- |
|                   | Giovanni di Nassau-Wiesbaden       | Arcivescovo di Magonza   |                     |
|                   | Werner von Falkenstein             | Arcivescovo di Treviri   |                     |
|                   | Friedrich III von Saarwerden       | Arcivescovo di Colonia   |                     |
|                   | Venceslao di Lussemburgo           | Re di Boemia             |                     |
|                   | Ludovico III del Palatinato        | Conte Palatino del Reno  |                     |
|                   | Rodolfo III di Sassonia-Wittenberg | Duca di Sassonia         |                     |
|                   | Jobst di Moravia                   | Margravio di Brandeburgo | Duca di Lussemburgo |

## Esito
Il 20 settembre tre dei sette principi elettori elessero re Sigismondo, nonostante il parere contrario degli altri quattro, che il 1º ottobre 1410 decisero invece di convergere sul nome di Jobst. L'elezione di Jobst fu resa possibile grazie all'appoggio decisivo del cugino Venceslao, che aveva rinunciato alle sue pretese. Il regno di Jobst durò però soltanto pochi mesi e la sua morte il 18 gennaio 1411 spianò la strada all'ascesa di Sigismondo.